# Polisy
Polisy je francouzská obec v departementu Aube v regionu Grand Est. Žije zde 176 obyvatel.

## Poloha obce
Obec leží na jihu departementu Aube, asi 40 km jihovýchodně od Troyes.

### Sousední obce
| Růžice kompasu |               | Polisot            | Celles-sur-Ource | Růžice kompasu |
| Růžice kompasu | Arrelles      | Sever              |                  | Růžice kompasu |
| Růžice kompasu | Arrelles      | Polisy             |                  | Růžice kompasu |
| Růžice kompasu | Arrelles      | Jih                |                  | Růžice kompasu |
| Růžice kompasu | Avirey-Lingey | Balnot-sur-Laignes | Buxeuil          | Růžice kompasu |

## Pamětihodnosti
- Zámek ze 16. století, několikrát přestavovaný.
- Kostel sv. Felixe má kněžiště ze 12. století, loď s jednou boční lodí je ze 16. století. Z téže doby je rozsáhlá freska uvnitř kostela.

## Vývoj počtu obyvatel
Počet obyvatel